# شهرستان عدیله
شهرستان عدیله (به عربی: محلیة العدیلة) یک منطقهٔ مسکونی در سودان است که در دارفور جنوبی واقع شده‌است.